# Aloysius Schwartz
Aloysius Schwartz (18 de septiembre de 1930 - 16 de marzo de 1992) fue un sacerdote que inició programas de beneficencia para los huérfanos y niños pobres en Corea, Filipinas y México. Fundó las congregaciones de «Las Hermanas de María» y «Los Hermanos de Cristo». Fue declarado venerable el 22 de enero del 2015.

## Familia y primeros años
Aloysius nació en Washington D. C. el 18 de septiembre de 1930, hijo de Luis Schwartz y de Cedelia Bourassa.
Fue el tercero de ocho hijos. Su madre falleció cuando él tenía 16 años. Creció con la idea de convertirse en sacerdote secular. Conforme el tiempo pasaba, ese sueño se hizo más fuerte y específico. Al ordenarse sacerdote, trabajó como misionero y dedicó su apostolado al servicio de los pobres.

## Vida en el seminario y ordenación sacerdotal
In 1944, a los 14 años, ingresó al Seminario de San Carlos en Maryland, terminó su carrera en el Maryknoll Collegehe y después estudió teología en la Universidad Católica de Lovaina, en Bélgica.
Al dedicar su tiempo libre ayudando en los campos de pepenadores en Europa, se sintió inspirado a dedicar su sacerdocio a favor de los pobres. Después de visitar Banneux, donde la Virgen de los Pobres se apareció, dicho llamado se intensificó y decide consagrar su apostolado al servicio de los más necesitados, en cumplimiento del mensaje de nuestra señora.
Después de ser ordenado sacerdote diocesano el 29 de junio de 1957 en la iglesia de San Martín, Washington D. C. fue asignado para trabajar en Corea del Sur.

## Trabajo en Corea y Filipinas
El 8 de diciembre de 1957, llegó a Corea. Como consecuencia de la Guerra de Corea, había muchas viudas, los huérfanos, mendigos y niños de la calle. Casi la mitad de la población adulta no tenía empleo, por lo que recurrían a la venta de chatarra, a la mendicidad, y en el peor de los casos, a robar. El joven Aloysious agradeció a Dios porque después de 13 años de preparación, finalmente llegó al lugar donde podría servirle a través de los más pobres entre los pobres.
Trabajaba muy duro y con mucho entusiasmo, pero un día se desmayó mientras decía misa y fue diagnosticado de hepatitis. Debido a su lenta recuperación, se le recomienda volver a los Estados Unidos. Una vez allá, decidió recaudar fondos para los pobres en Corea durante las misas parroquiales los domingos.
En diciembre de 1961, volvió a Corea y fue asignado como párroco de la parroquia de San José. Vivía como las personas pobres de toda la parroquia y siguió ayudando a los necesitados, quienes cariñosamente lo llamaban «padre Al». Organizó la Legión de las damas de María para que le ayudaran en su servicio a los pobres. Más tarde consideró que, con el fin de servir a los pobres con la mente y el corazón de Jesús, dicho grupo debería ser consagrado.
Fundó la Congregación de las Hermanas de María el 15 de agosto de 1964 en Amnamdong, Busan, y el 10 de mayo de 1981 inicia los Hermanos de Cristo. Como fundador, era un modelo de servicio a los pobres, que emana de su fe inquebrantable y el amor de Dios presente en la Eucaristía, en las Escrituras, y en los pobres. Su fervor por Dios y por los pobres también se encarnó en los corazones de las Hermanas de María y de los Hermanos de Cristo.
Junto con las Hermanas y Hermanos, el padre Aloysious estableció Villa de los Niños y Villa de las Niñas para cuidar, educar y dar un futuro mejor a los huérfanos, los niños de la calle y los niños procedentes de familias muy pobres; desde recién nacidos hasta el final de su adolescencia. También construyó hospitales y sanatorios para indigentes, así como asilos para ancianos desamparados y discapacitados, niños con retraso y para madres solteras, participando en actividades pro-vida.
En 1983 el Cardenal Jaime Sin, que entonces era el arzobispo de Manila, tuvo el honor de entregarle un premio y aprovechó la oportunidad para invitar a Schwartz a establecer su comunidad religiosa en la Arquidiócesis de Manila.
En 1985, viendo la urgente necesidad de los pobres y con total confianza en la providencia de Dios, fundó las Hermanas de María en Santa Mesa, Manila, ampliando así sus programas de caridad en Filipinas. Construyó edificios para niños de los barrios más pobres, y en unos pocos meses puso en marcha el trabajo.

## Villa de los Niños en México
En 1990, a pesar de que el padre Al padecía esclerosis lateral amiotrófica, aceptó la invitación de Mons. José María Hernández González, obispo de la diócesis de Nezayualcoyotl, para establecer su programa en México, iniciando con una Villa de los Niños en Chalco en 1991, a la que él llamó «mi sinfonía inconclusa». Posteriormente quedaría como Villa de las Niñas y en 1998 se extiende el programa en Acatlán de Juárez, Jalisco, con la Villa de los Niños.

## Enfermedad y fallecimiento
En 1989, fue diagnosticado de una enfermedad terminal, esclerosis lateral amiotrófica (ELA), la cual aceptó con alegría, serenidad y valentía, y lo consideró como un regalo de Dios.
Con fe, humildad e inquebrantable valor sufrió y aceptó una gran cantidad de humillaciones, críticas, dolores, pruebas increíbles, y dificultades, él hizo todo lo posible para aliviar el sufrimiento de los pobres. Su enfermedad le hizo inmovilizarse, aún incluso en una silla de ruedas continuó cumpliendo sus deberes con alegría. Se pasaba horas ante el Santísimo Sacramento, rezando el rosario, confesando y predicando con palabras y ejemplos de las virtudes de la verdad, la justicia, la castidad, la caridad y la humildad, la penitencia y la fortaleza. Su amor por Dios y los pobres lo consumía. No sólo ayudan a los pobres sino también vivió pobremente.
El 16 de marzo de 1992, murió en Villa de los Niños en Manila, victíma de su enfermedad.
Las Hermanas de María y los hermanos de Cristo, siguen viviendo su carisma de servir a título gratuito a decenas de miles de los más pobres de los pobres en Corea, Filipinas, México, Guatemala y Brasil.

## Proceso de canonización
La inauguración oficial de las causas de beatificación y canonización de Aloysius Schwartz tuvo lugar en la Basílica Menor de la Inmaculada Concepción, Catedral Metropolitana, Intramuros, Manila, Filipinas el 10 de diciembre de 2003.
El 29 de mayo de 2004 en Las Hermanas de María Villa de los Niños complejo, Bo. Biga, Silang Cavite, Filipinas, Sócrates B. Villegas, el obispo auxiliar de Manila y delegado episcopal en el nombre de Gaudencio Rosales, Arzobispo de Manila, declaró solemnemente el proceso de la Arquidiócesis de la Beatificación y Canonización del Siervo de Dios, Aloysius Schwartz, fundador de las Hermanas de María y los hermanos de Cristo.